# Temple Mallikarjuna, Basaralu
Le temple Mallikarjuna, dédié au dieu hindou Shiva, se trouve à Basaralu, une petite ville dans le district de Mandya, dans l'État du Karnataka, en Inde. Basaralu est proche de Nagamangala et à environ 65  km de la ville de Mysore. Le temple a été construit par Harihara Dhannayaka vers 1234 apr. J.-C. sous le règne de Vira Narasimha II, roi de l'Empire Hoysala,. Ce temple est considéré par l'Archaeological Survey of India comme un monument d'importance nationale.

## Plan du temple

### Aperçu

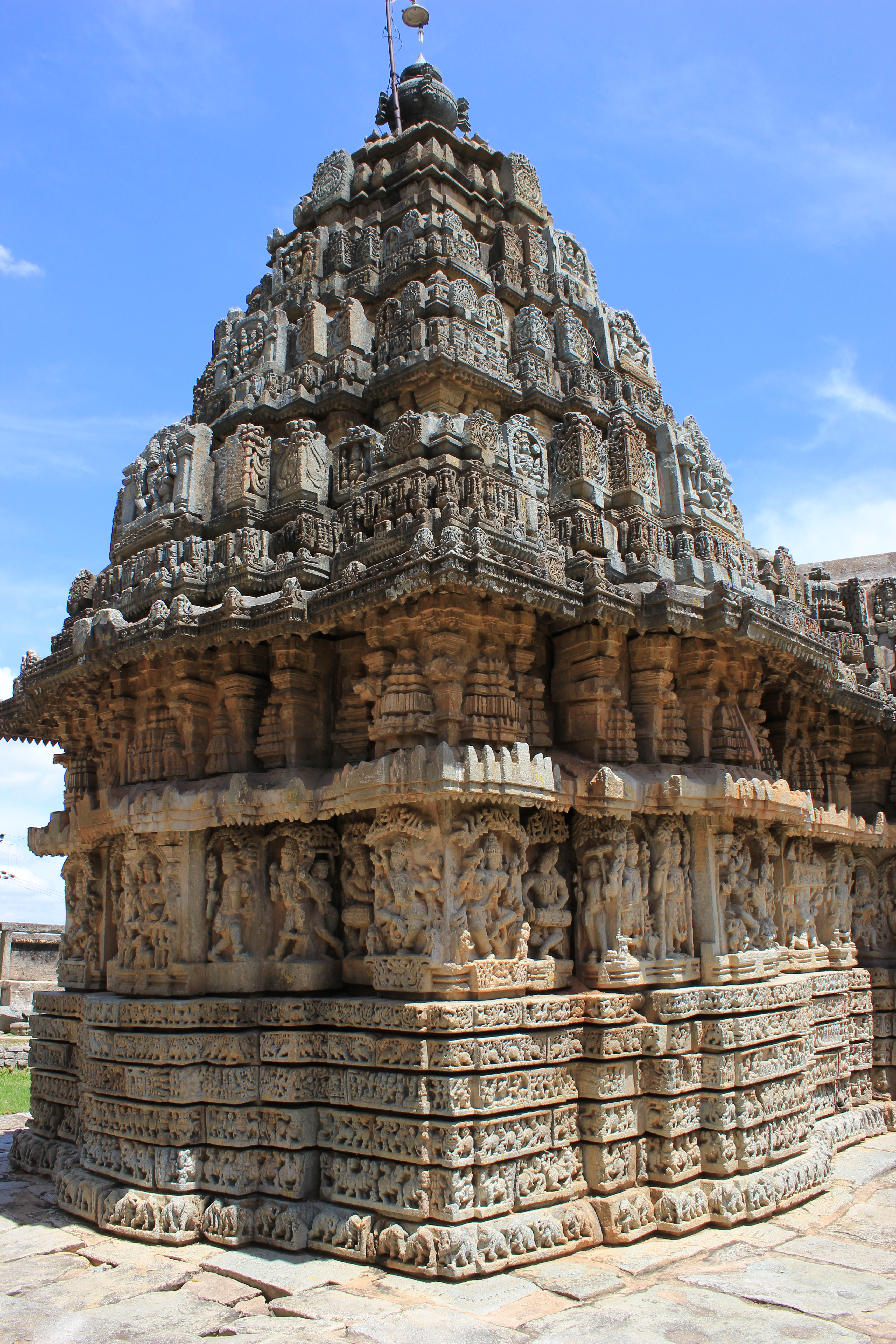
Vimana étoilé (sanctuaire et superstructure) du temple Mallikarjuna à Basaralu

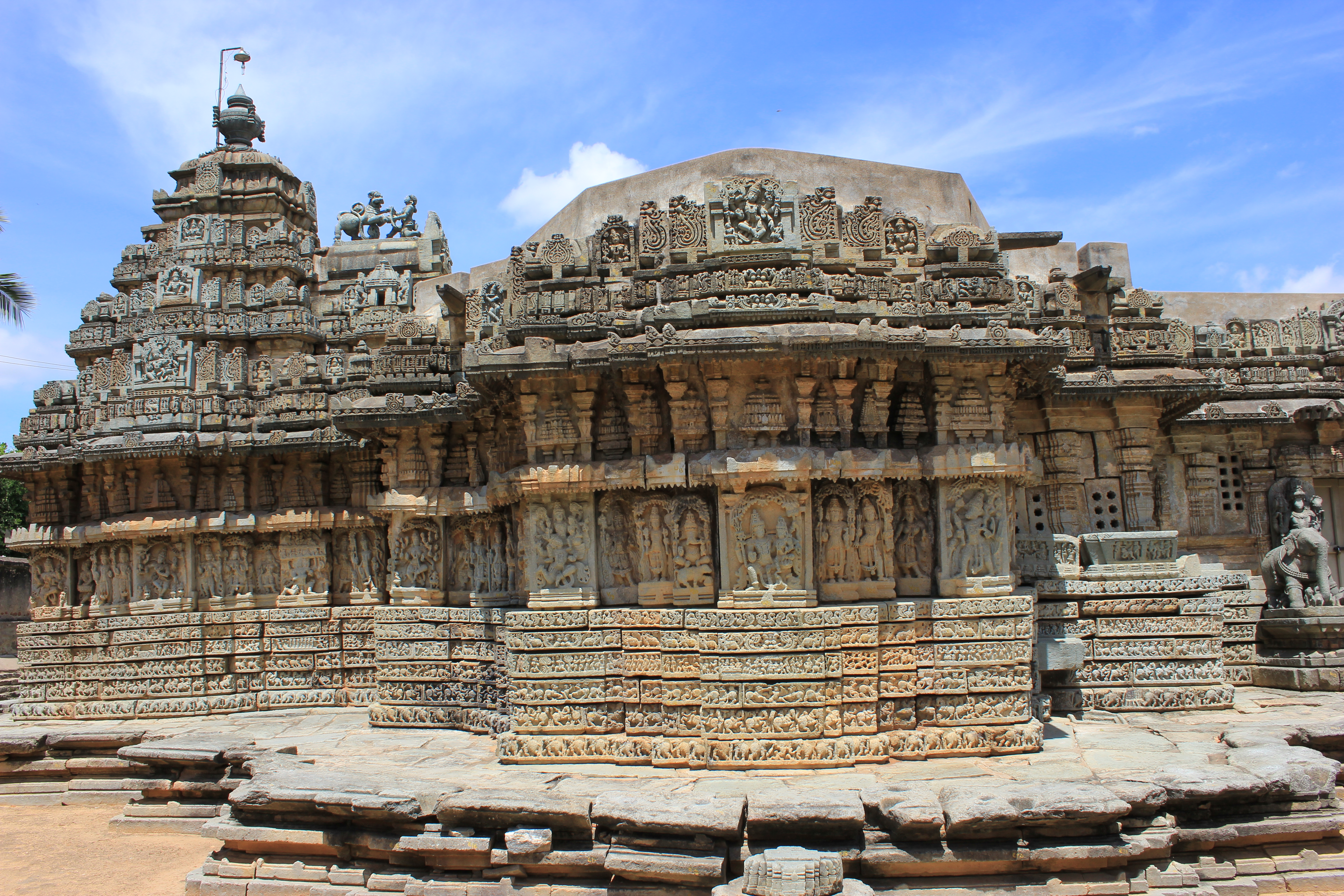
Vue du temple Mallikarjuna à Basaralu depuis l'entrée

Le temple est un très bon exemple de l'architecture Hoysala. Le plan du temple est celui d'un trikuta (trois sanctifiés)  bien que seul le milieu ait une superstructure (tour ou shikhara ) et un sukhanasi (nez ou tour sur le vestibule ),,. Les trois sanctuaires sont reliés par une salle commune ( mantapa ) qui est unique en son genre car elle mélange les caractéristiques d'une salle ouverte et fermée. Les sanctuaires latéraux sont connectés directement à la salle tandis que le sanctuaire du milieu a un vestibule qui relie le sanctuaire (cella ou vimana) à la salle,.
Étant donné que les sanctuaires latéraux n'ont pas de tour au-dessus d'eux et sont directement connectés à la salle sans vestibule et sa tour correspondante en saillie, ils n'apparaissent pas comme des sanctuaires de l'extérieur. Au contraire, ils sont absorbés dans les murs du hall. Le sanctuaire central, au contraire, est très visible en raison de sa tour et du sukhanasi qui fait saillie de la tour. La cella dans le sanctuaire central a un linga (le symbole universel du dieu Shiva ) tandis que les sanctuaires latéraux contiennent une image de surya (le soleil) et une paire de nagas (serpents).
Le temple se dresse sur une plate-forme appelée jagati, une caractéristique commune à de nombreux temples Hoysala. La plate-forme, en plus de son attrait visuel, est destinée à fournir aux dévots un chemin pour la circumambulation ( pradakshinapatha ) autour du temple. Il suit de près le contour du temple, lui donnant un bon aspect élevé. Il a deux volées de marches menant à chaque entrée latérale du temple,,. La tour sur le sanctuaire central et le vestibule ( sukhanasi ou nez) sont intacts et très décoratifs. Les autres caractéristiques standard d'un temple Hoysala; le grand toit en dôme au-dessus de la tour (appelé "casque" ou amalaka ), le kalasa au-dessus (le pot d'eau décoratif au sommet du casque) et la crête Hoysala (emblème du guerrier Hoysala poignardant un lion) sur les sukhanasi sont tous intacts, ajoutant au look décoratif. Le dôme est en fait un "casque" lourd et bien sculpté au-dessus de la tour et est la plus grande pièce de sculpture du temple (2x2 mètres). Sa forme suit généralement celle du sanctuaire et peut donc être carrée ou en forme d'étoile.

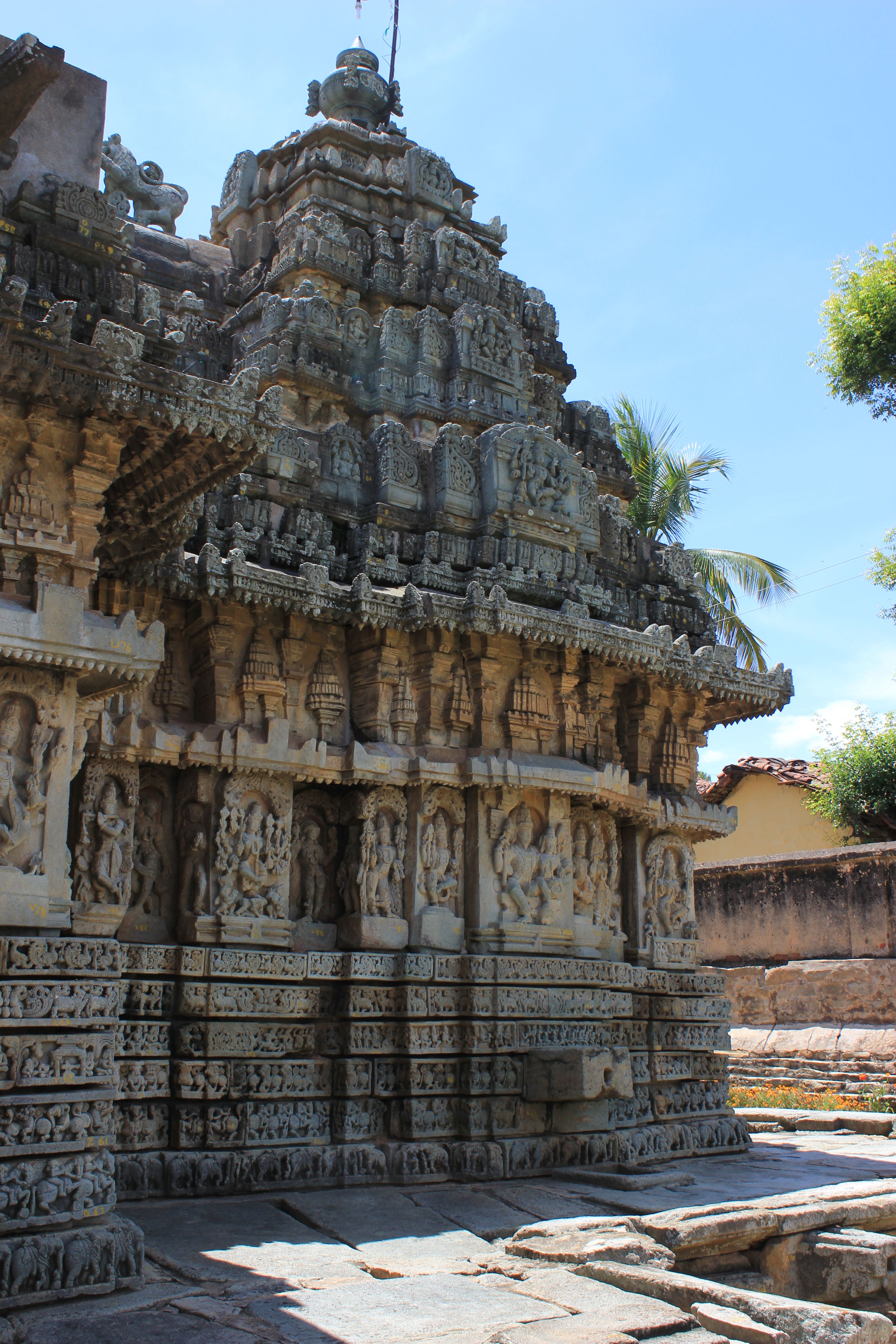
Profil de vimana de style vesara (sanctuaire et superstructure) dans le temple Mallikarjuna à Basaralu

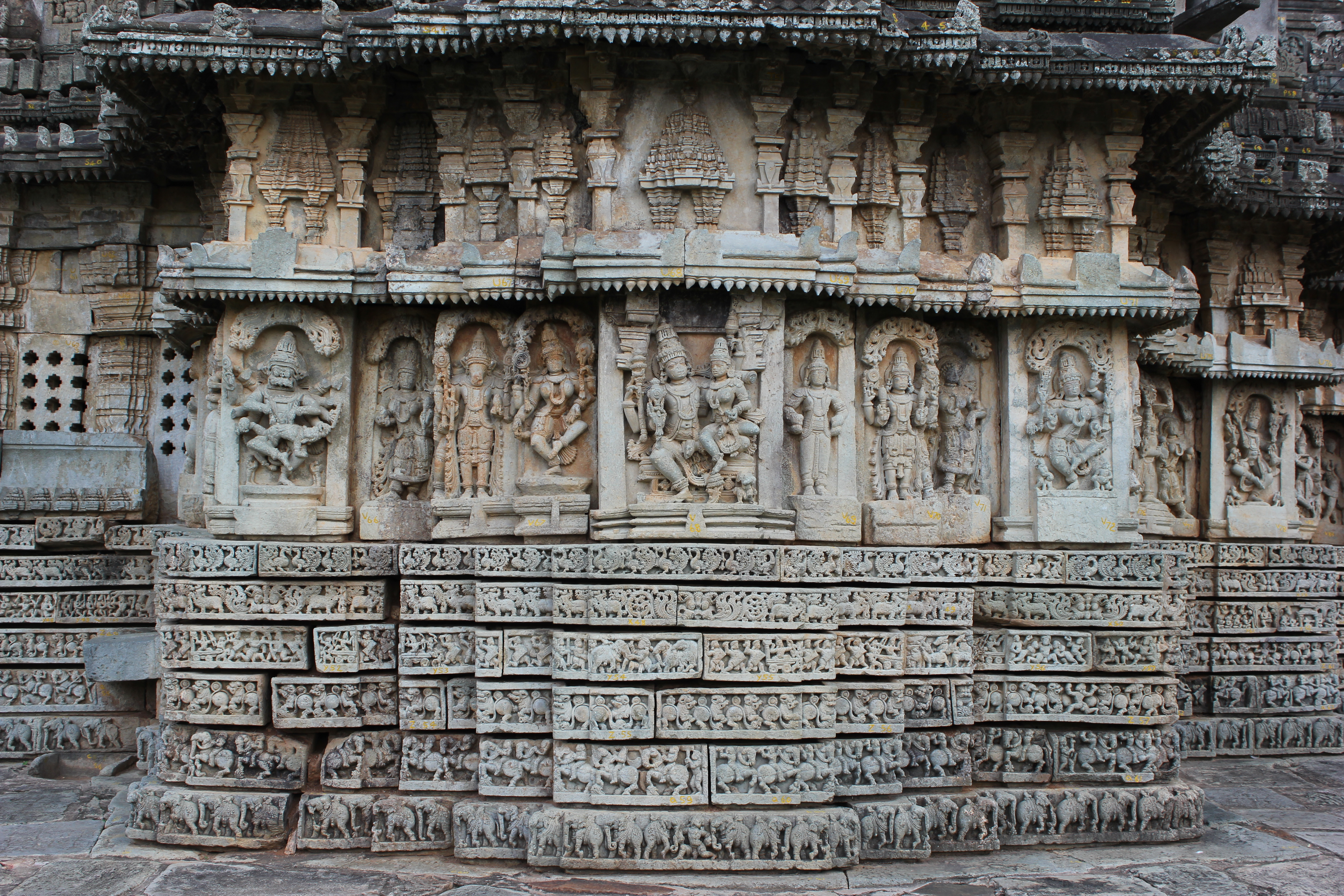
Gros plan de l'articulation en relief du mur comprenant (de bas en haut) des frises de moulage, au-dessus desquelles se trouve le panneau de divinités hindoues en dessous de la veille inférieure, et des œillets décoratifs entre les veilles inférieure et supérieure dans le temple de Mallikarjuna à Basaralu

### Décoration et sculptures

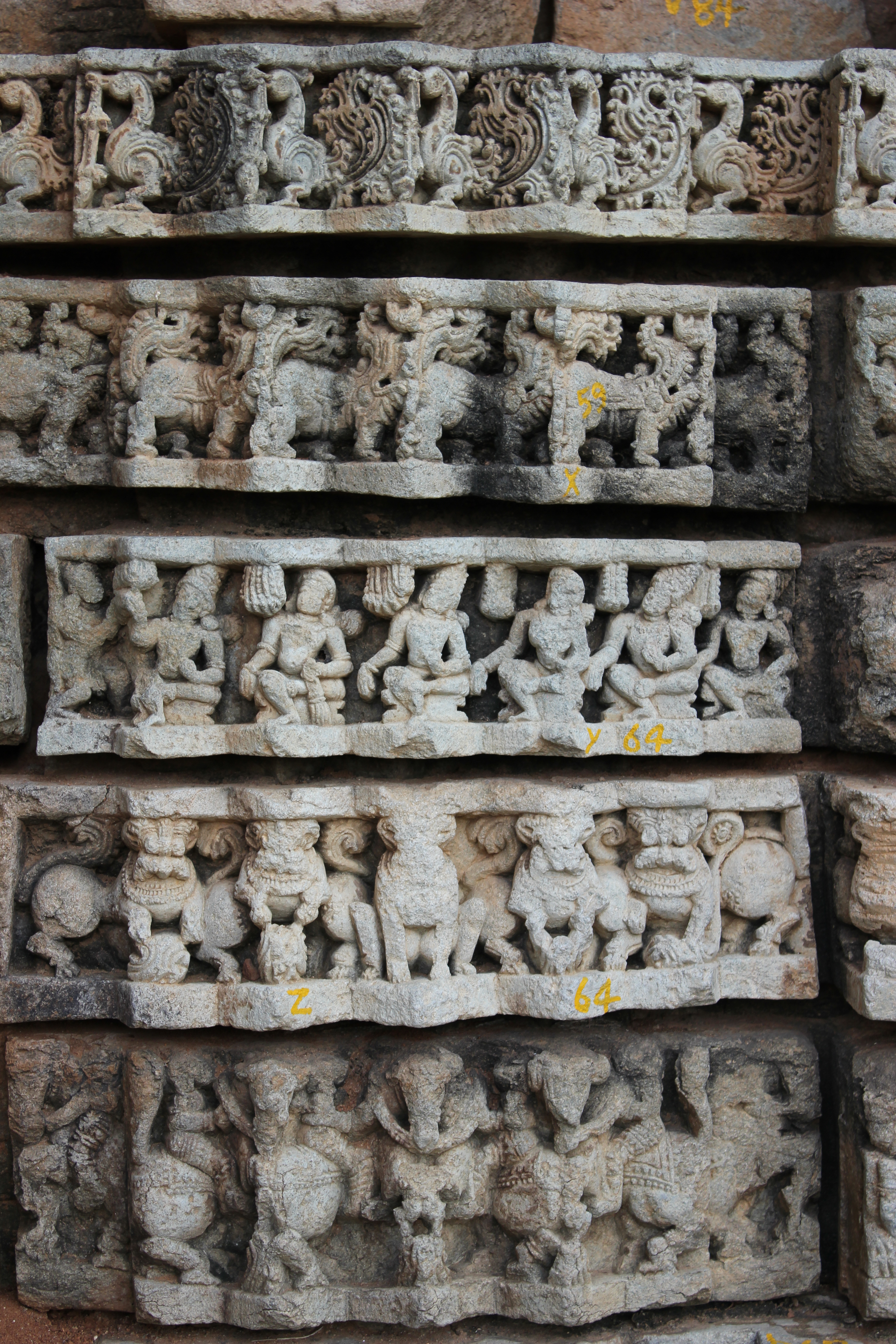
Gros plan du bas-relief de moulage. Les frises sont (de bas en haut) des chevaux, des lions, des figures puraniques, des bêtes mythiques (makara) et des cygnes (hansa)

Le plan décoratif des murs des sanctuaires et de la mantapa (salle) est du "nouveau genre", avec deux avant-toits qui courent autour du temple. Les images des panneaux muraux ont la même qualité d'exécution que dans les temples les plus célèbres de Belur et Halebidu, bien que les images soient plus petites et plus simples. Dans le «nouveau genre» d'articulation décorative, les premiers avant-toits lourds passent sous la superstructure et tout autour du temple avec une projection d'environ un demi-mètre. Le deuxième avant-toit tourne autour du temple environ un mètre au-dessous du premier. Entre les deux avant-toits se trouvent les tours décoratives miniatures ( Aedicula ) sur pilastres. Sous le deuxième avant-toit se trouve le panneau mural d'images de divinités hindoues et de leurs serviteurs en relief.
En dessous, à la base se trouvent les six moulures rectangulaires de même largeur (frise). En partant du haut, les frises représentent des hansa (oiseaux) dans la première frise, des makara (monstres aquatiques) dans le second (bien que souvent interrompus par des kirtimukhas dans ce temple), des épopées et d'autres histoires dans le troisième (qui dans ce cas est de l'épopée hindoue Ramayana, le Mahabharata et les histoires de Krishna ), les lions dans le quatrième (au lieu des rouleaux feuillus les plus courants), les chevaux dans le cinquième et les éléphants dans le bas,. À l'entrée de la salle se trouvent des balustrades d'éléphants. Parmi les sculptures des panneaux muraux et les scènes représentant les épopées et les histoires puraniques, notons la danse Shiva à 16 mains sur la tête d'un démon appelé Andhakasura, des images dansantes d'un Durga et Saraswati à 22 bras, le roi Ravana soulevant le mont Kailash, le Pandava. le prince Arjuna tirant sur la cible de poisson, et Draupadi se précipitant avec une guirlande, et le meurtre du démon Gajasura.

## Galerie

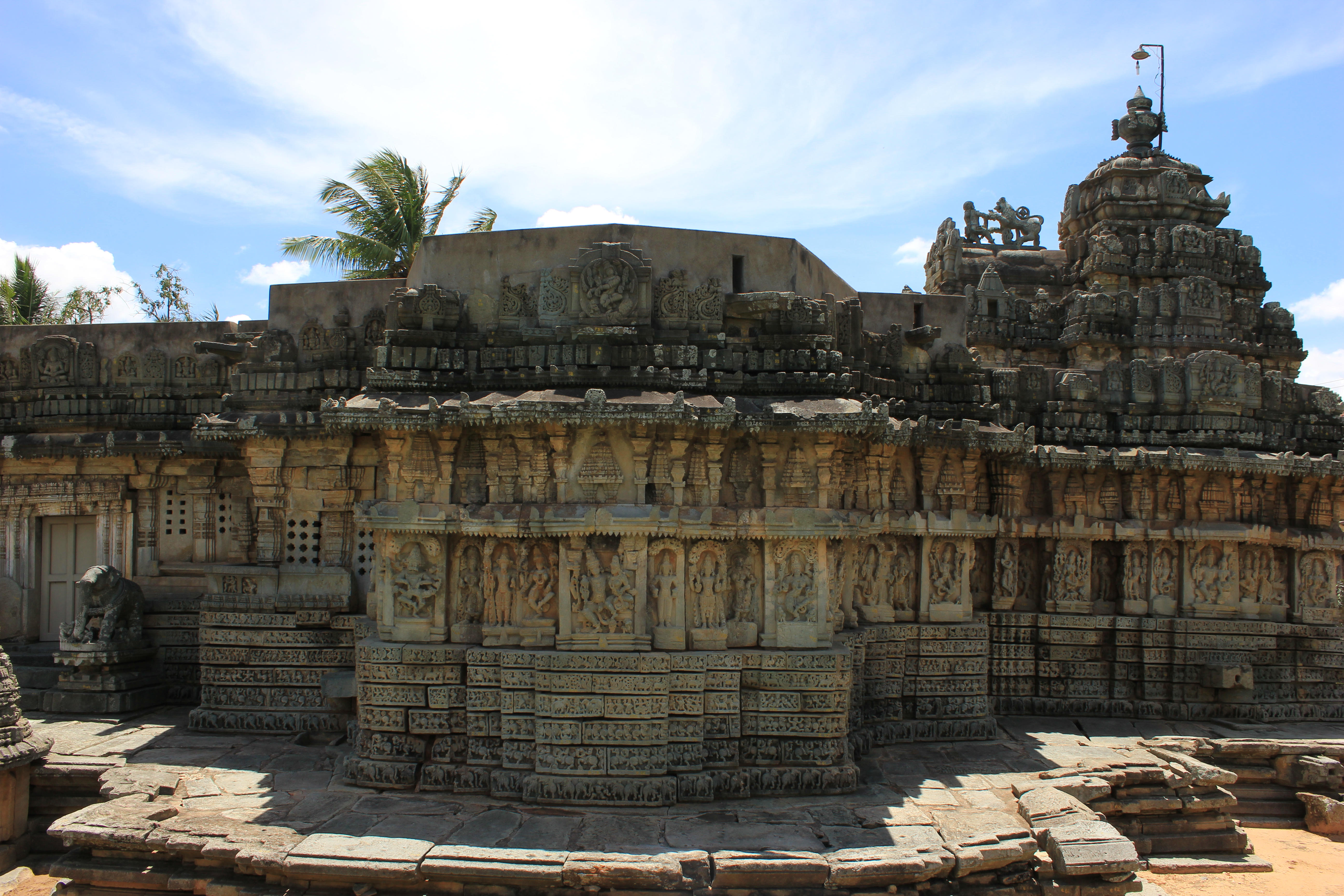
Arrière du temple de Mallikarjuna à Basaralu
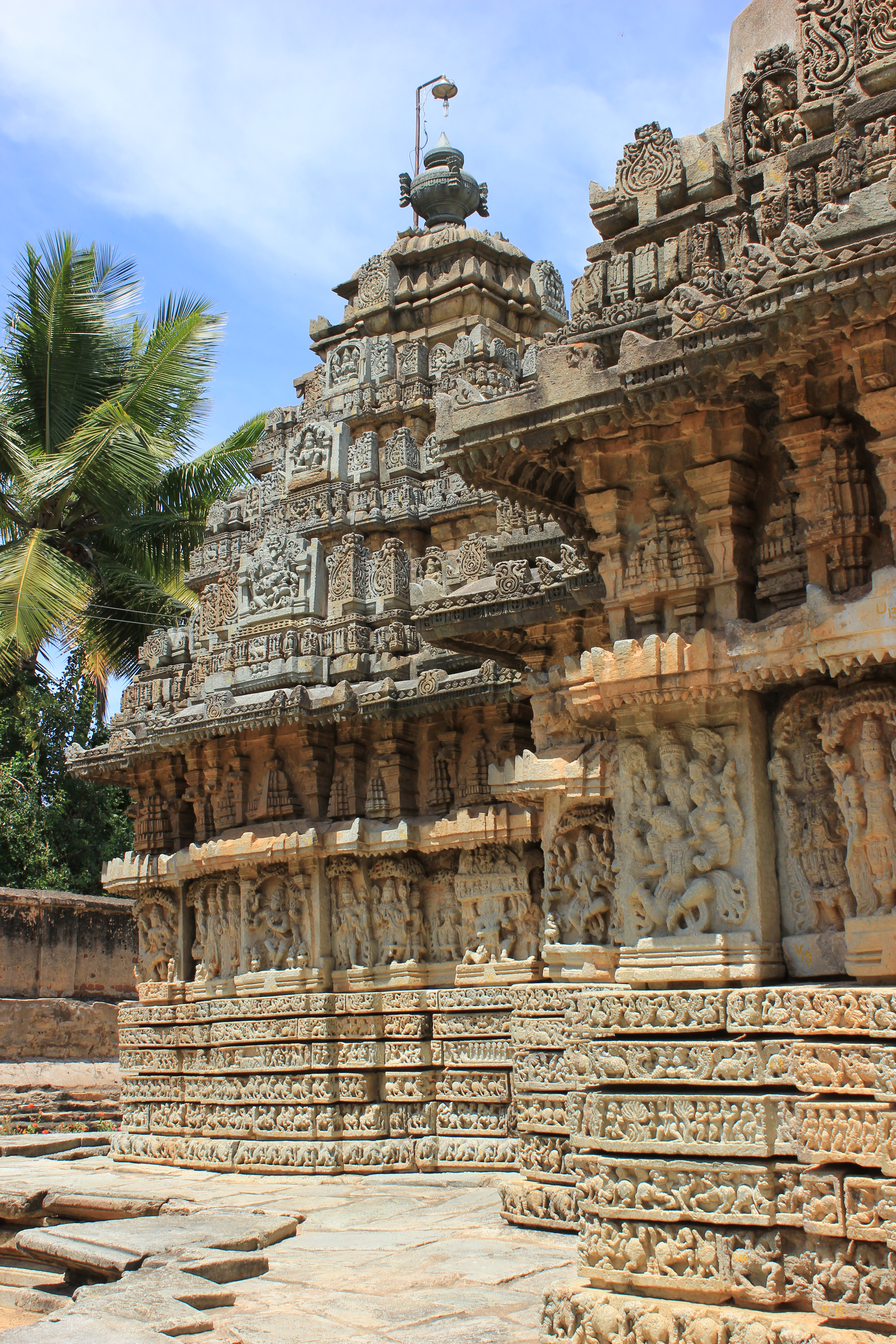
Profil de vesara shikhara (tour) et sanctuaire du temple de Mallikarjuna à Basaralu
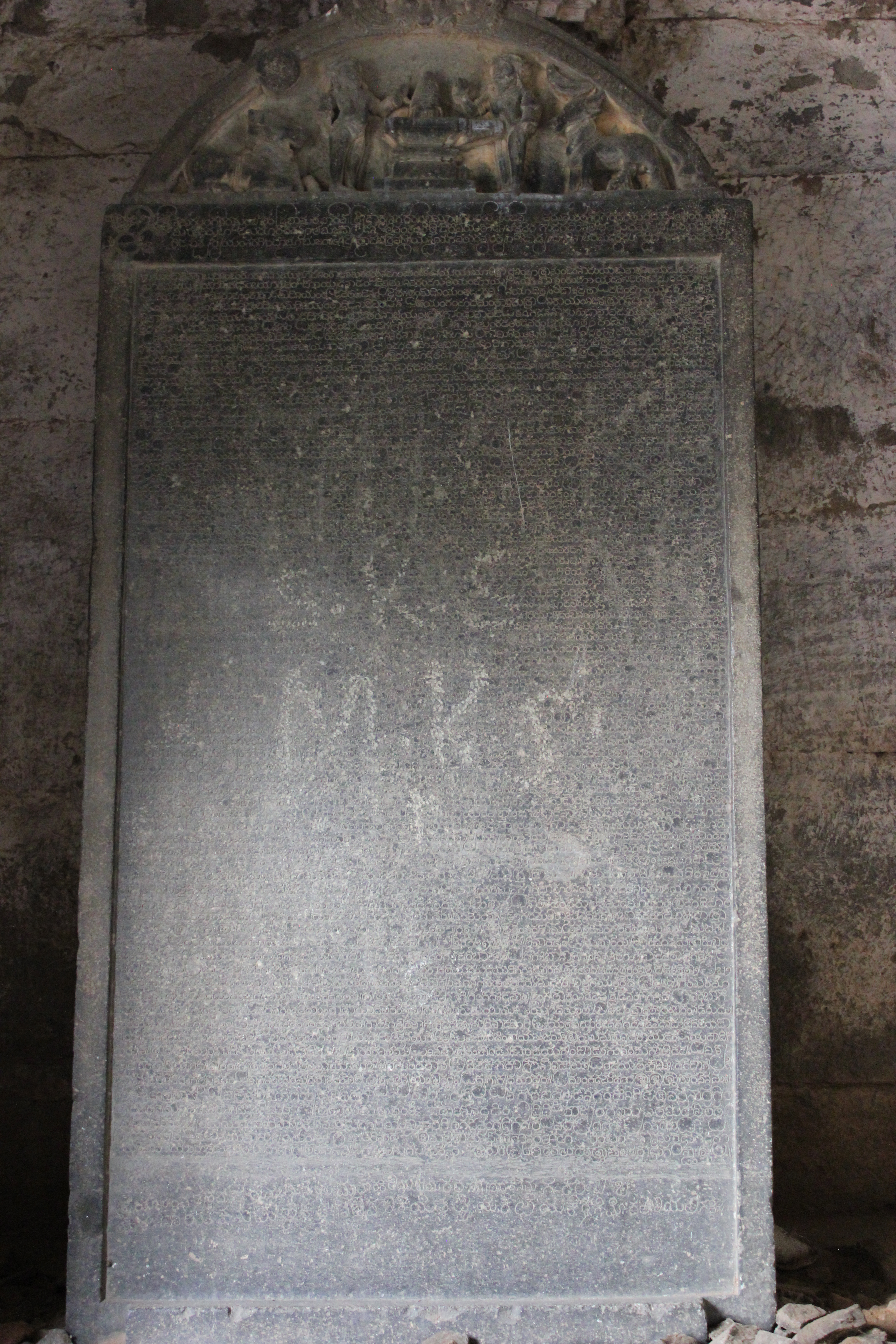
Ancienne inscription Kannada de la période Hoysala (1235 AD) dans le temple Mallikarjuna à Basaralu
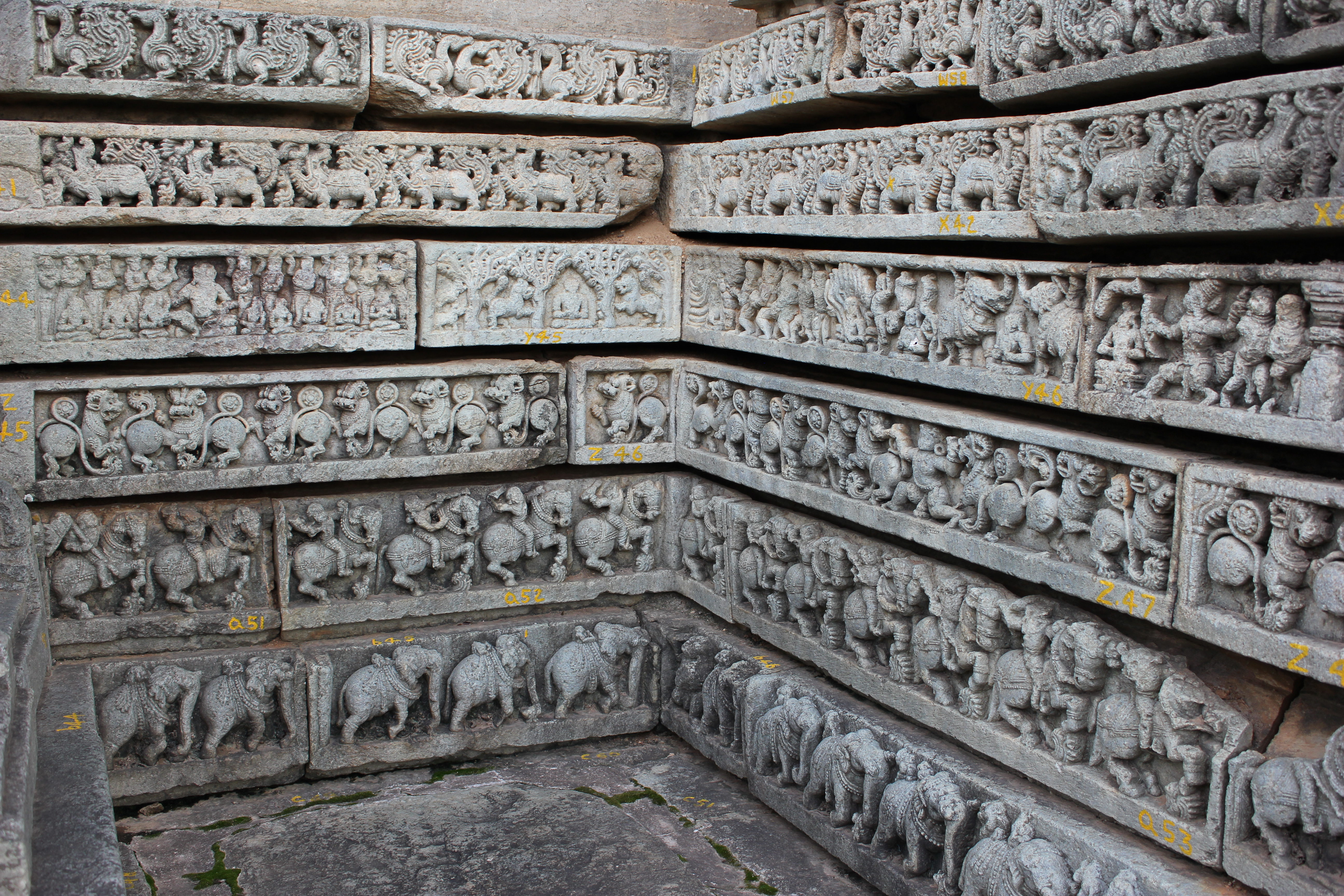
Frise moulue dans le temple de Mallikarjuna à Basaralu
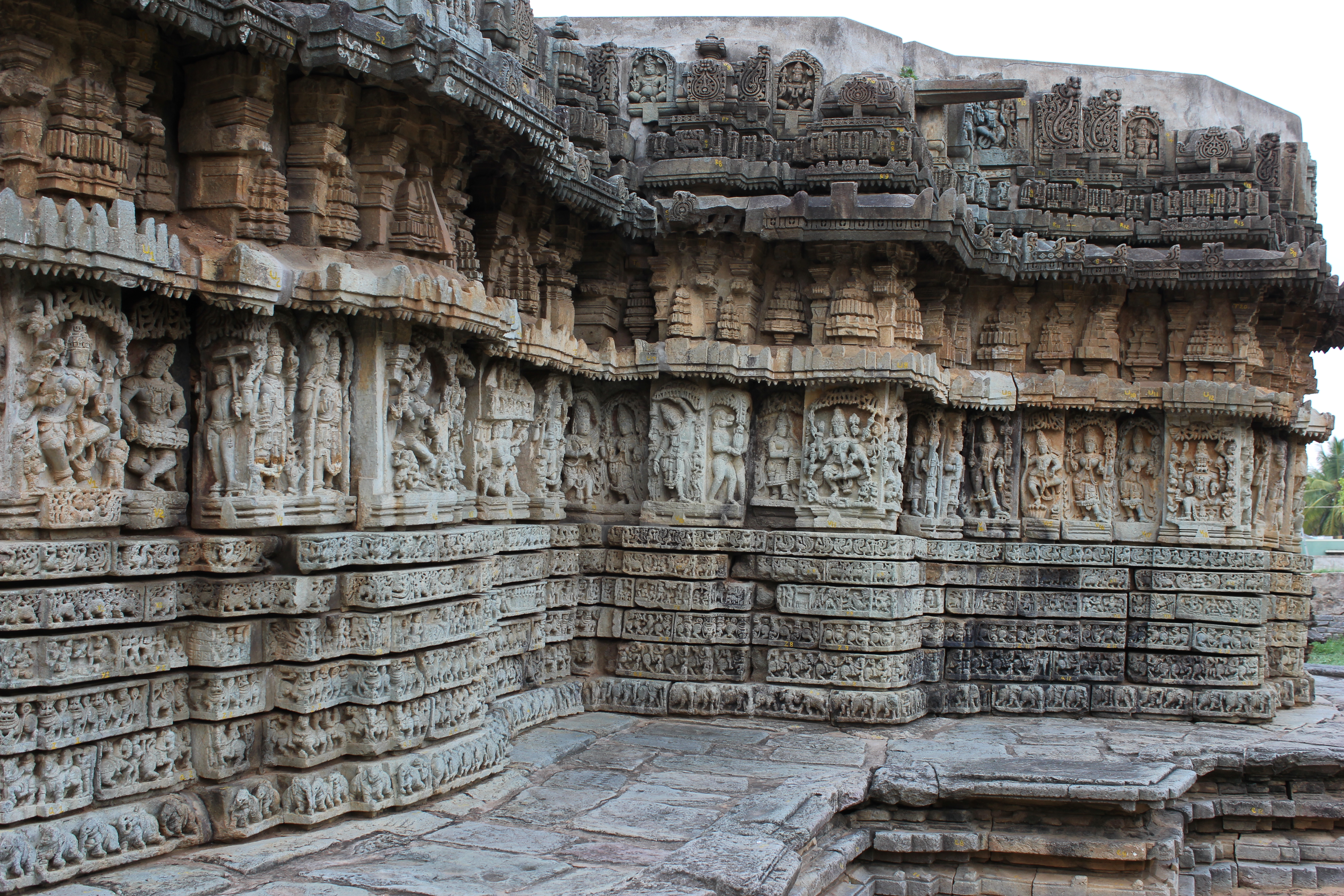
Relief du mur dans le temple de Mallikarjuna à Basaralu
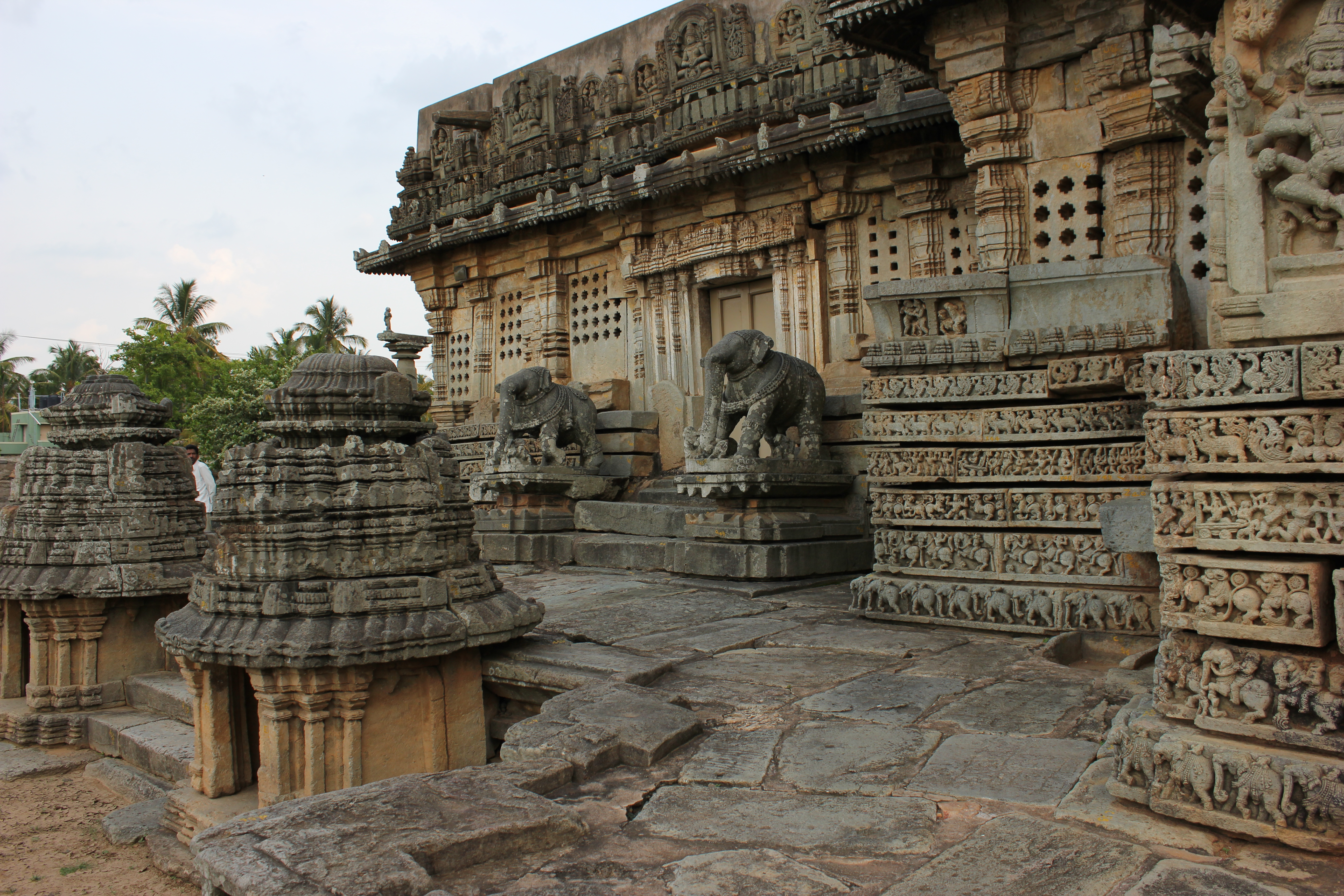
Éléphant balustre et tours décoratives dans le temple Mallikarjuna à Basaralu
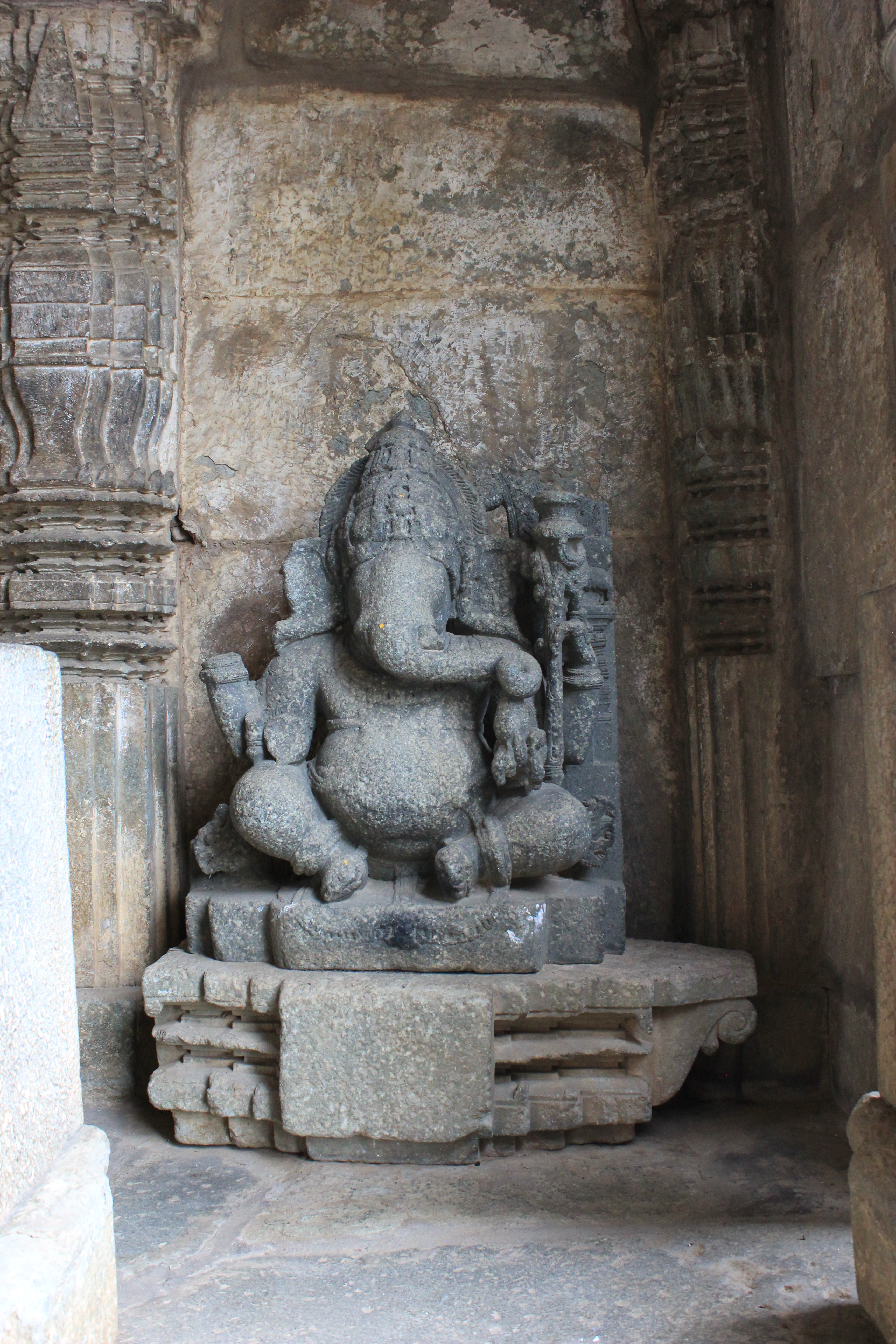
Sculpture de Ganesha dans l'entrée mantapa dans le temple Mallikarjuna à Basaralu
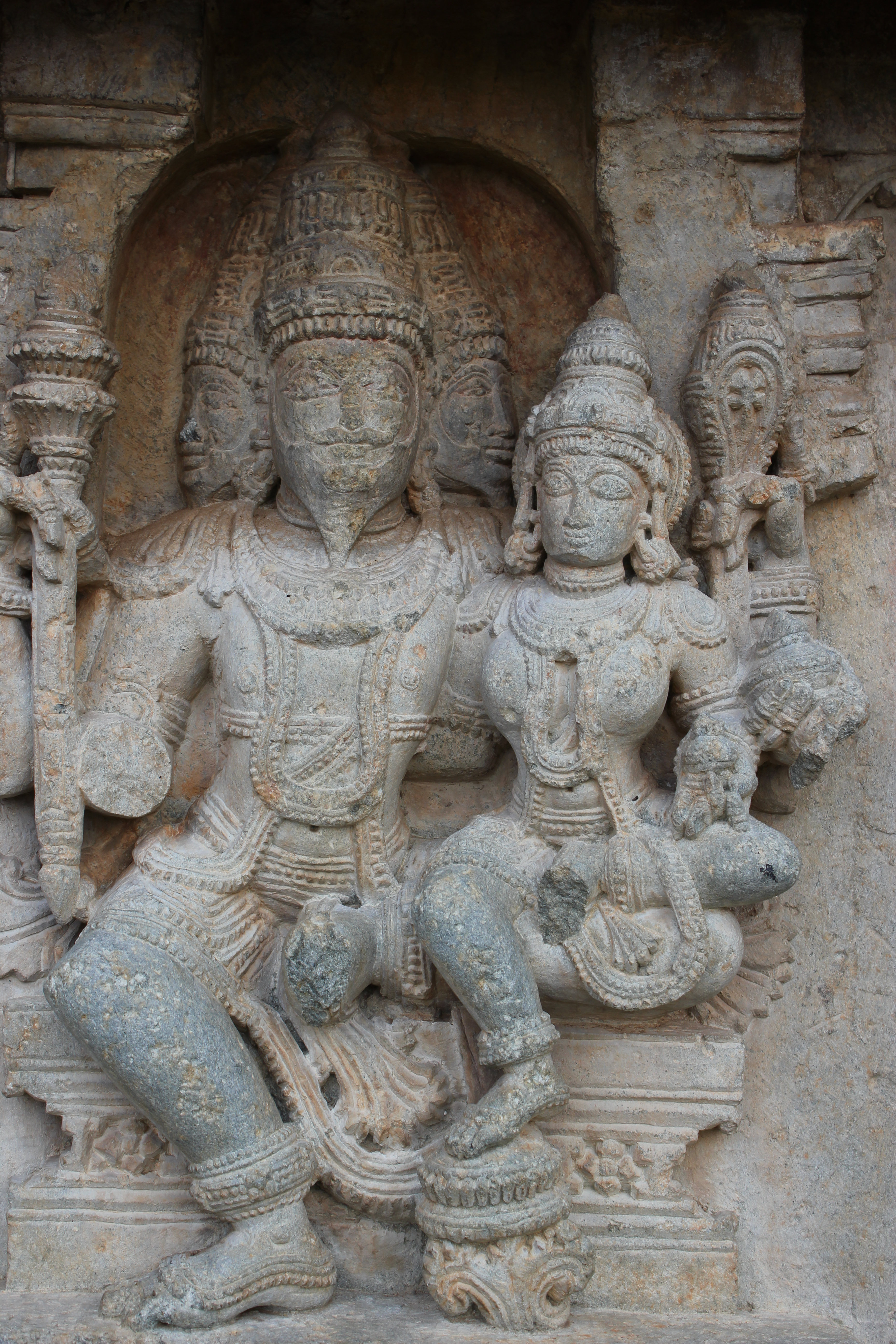
Relief du dieu hindou Brahma avec Saraswati dans le temple Mallikarjuna à Basaralu
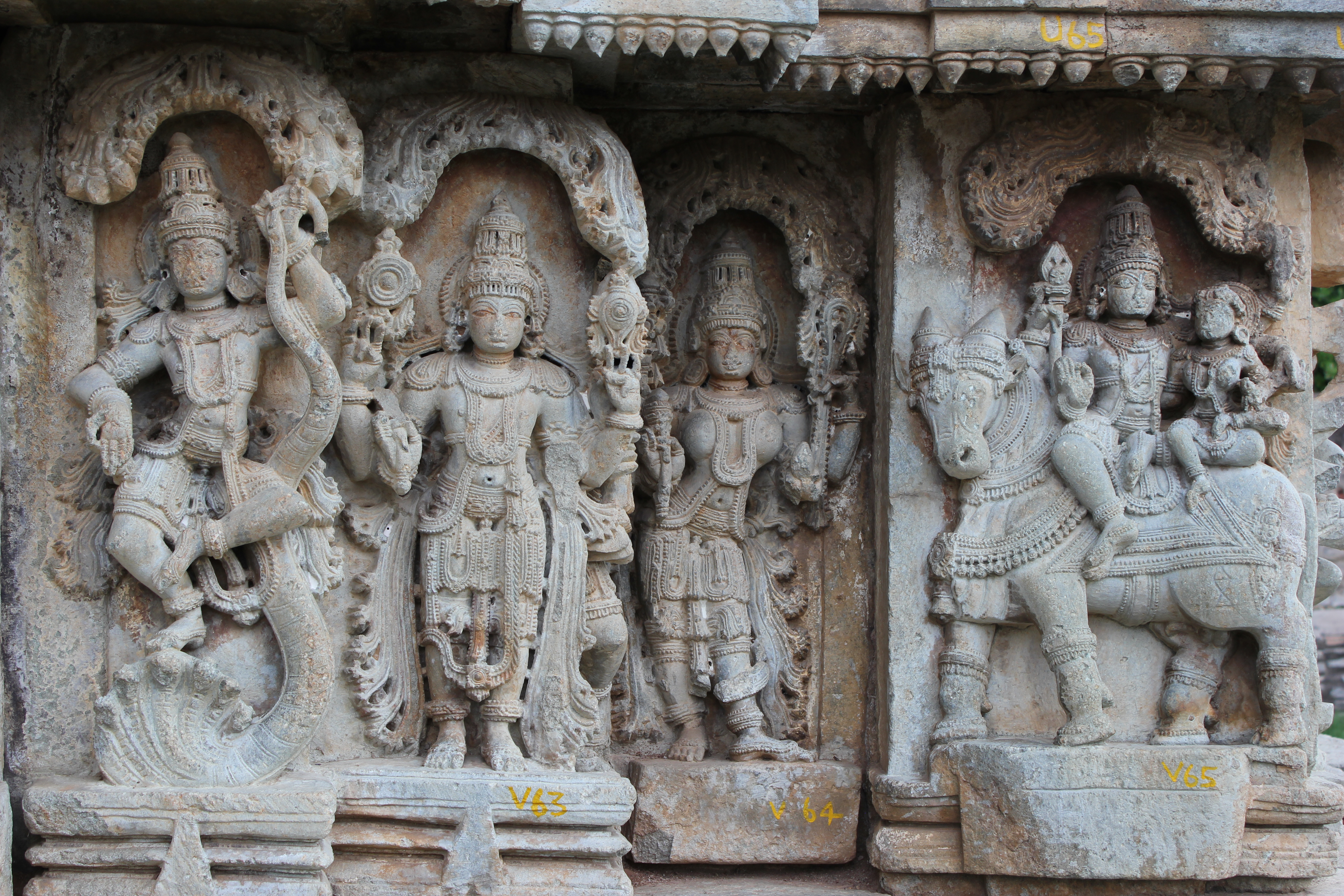
Relief de divinités hindoues dans le temple de Mallikarjuna à Basaralu
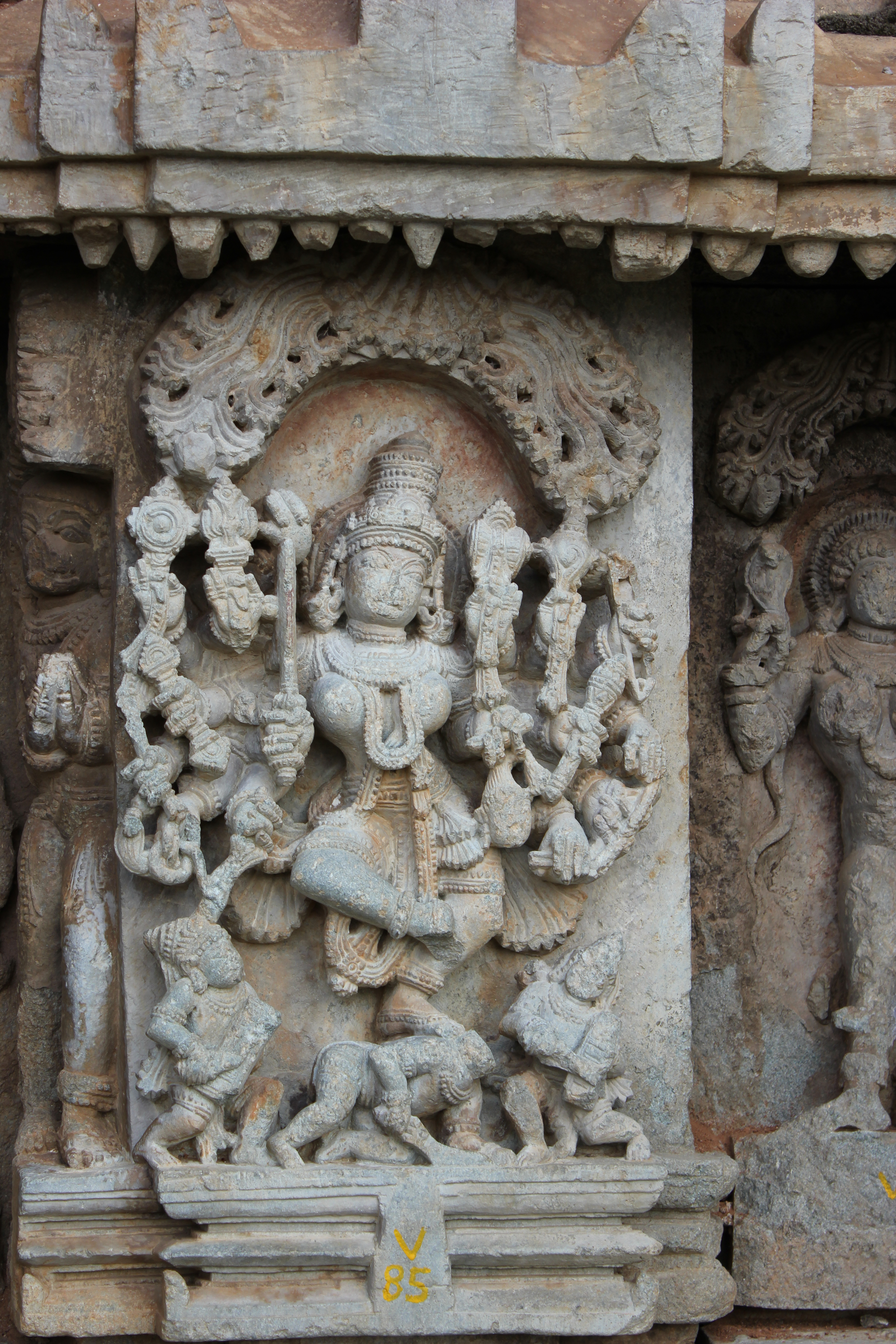
Relief de la divinité hindoue dans le temple Mallikarjuna à Basaralu
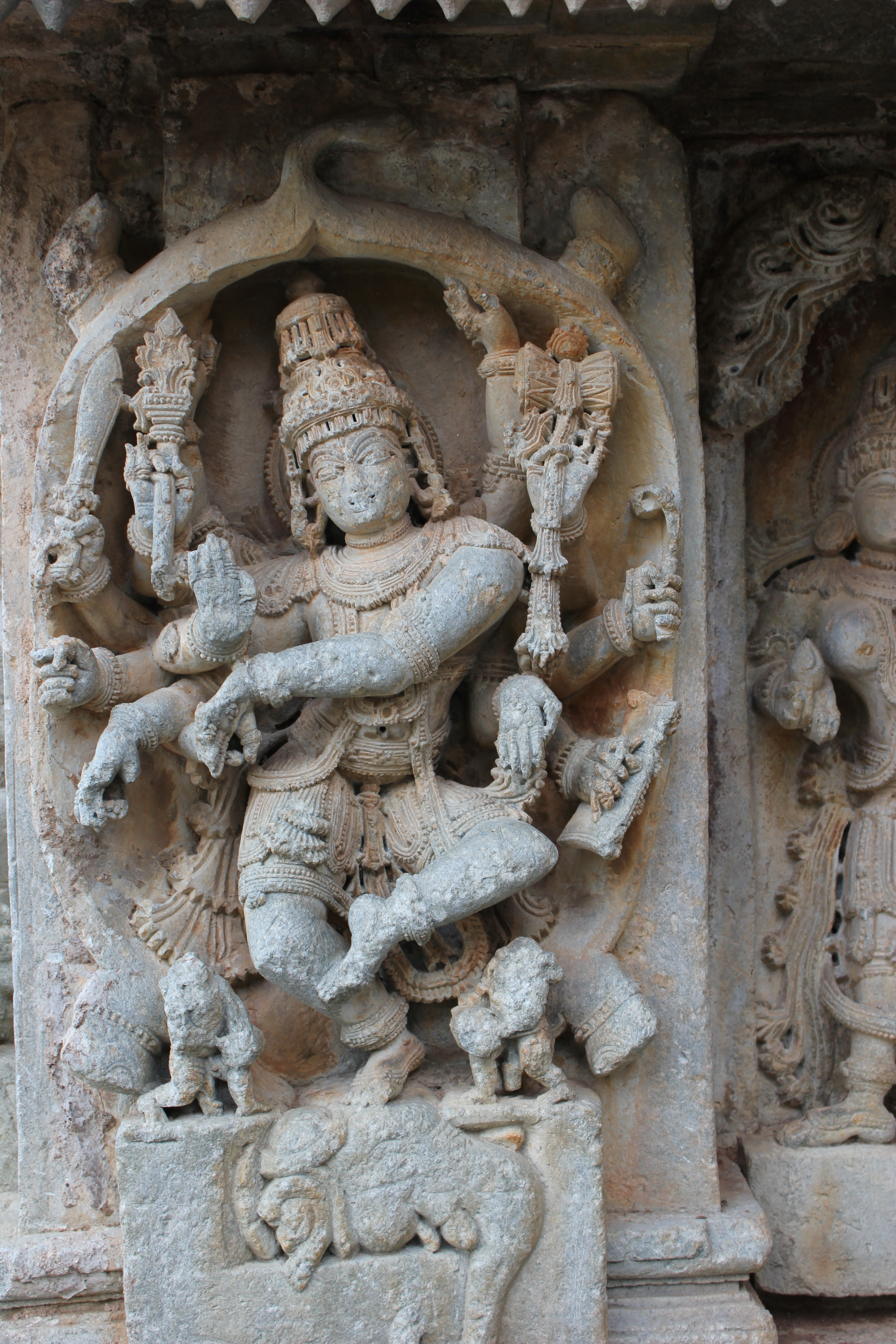
Soulagement de la divinité hindoue dans le temple Mallikarjuna à Basaralu

## Voir également
Temple de Mallikarjuna, Kuruvatti
1. ↑  Foekema (1996), p43
2. 1 2  « Basaralu Temple » [archive du 21 mai 2012], Mandya district Tourism, National Informatics center (consulté le 4 juillet 2012)
3. ↑  « Alphabetical List of Monuments - Karnataka - Bangalore, Bangalore Circle, Karnataka », Archaeological Survey of India, Government of India, Indira Gandhi National Center for the Arts (consulté le 10 août 2012)
4. 1 2  Foekema (1996), p25
5. ↑  Foekema (1996), p22
6. ↑  Foekema (1996), pp43-45
7. 1 2  Kamath (2001), p134
8. ↑  Foekema (1996), p21
9. 1 2 3  Foekema (1996), p45
10. 1 2  Foekema (1996), p46
11. ↑  Kamath (2001), p135
12. ↑  Foekema (1996), p27
13. ↑  Foekema (1996), pp28-29
14. ↑  Foekema (1996), p29, p46